# Ante Božanić
Ante Božanić odnosno Tonko Božanić Pepe - Kalafot (Komiža, 6. siječnja 1947.) je hrvatski pučki pjesnik i zabavljač iz Komiže. Po zanimanju je kalafat.

## Životopis
Rodio se u Komiži. Osnovnu je školu pohađao u Komiži. U Zadru je završio stručnu školu za brodograditelja u drvu. Danas živi i radi kao brodograditelj "u drvu".
Višegodišnji je majstor komiškog karnevala. Često gostuje na radijskim i televizijskim emisijama, a redovitim je sudionikom priredaba na otoku Visu i drugdje (Susret čakavskih pjesnikinja otoka Hvara, obljetnica rada klapa, predstavljanjima knjiga i dr.). Nastupao je na raznim zborovima u Komiži, Splitu, Visu, Zadru, Dubrovnik.
Jednim je od zaslužnih što je restauriran stari hrvatski brodić viški guc, koji je poslije sudjelovao kao primjerak hrvatske tradicijske brodogradnje na najvećoj svjetskoj smotri tradicijske brodogradnje u francuskom Brestu od 10. do 17. srpnja 2008.
Pjesme su mu izašle u vjesniku ogranka Matice hrvatske u Visu Hrvatskoj zori i Komiškom vjesniku, a Hrvatski radio - Radio Split mnoge je njegove pjesme uvrstio u više svojih emisija.

## Djela
- knjige:
- Za tebe harvosko mati, Matica hrvatska - ogranak Vis, 2004. (2. izdanja), ISBN 953-97250-0-3
- CD: